# Сонг Ил Гук
Сонг Ил Гук (на корейски: 송일국) е южнокорейски актьор и модел. Най-известен е с ролите си в историческите сериали Императорът на морето (2004), Чумонг (2006) и Кралството на ветровете (2008).

## Детство и образование
Сонг Ил Гук е роден на 1 октомври 1971 г. в Сеул, Южна Корея. Понеже рожденият му ден съвпада с националния военен ден на Корея, той е кръстен „Ил Гук“, което означава „една нация“. Произхожда от семейство с богата политическа история. Майка му е актрисата и конгресмен Ким Ъл Донг. Прадядо му е генерал Ким Чуа Джин – ръководител на корейското движение за независимост. А дядо му е Ким Ду Хан – най-известният корейски гангстер, десен политик и борец за свобода.
Завършва университет Чонгджу, специалност сценични изкуства, а по-късно получава и магистърска степен в университет Чунанг. Прекарва кратко време и в САЩ, обучавайки се в сценични изяви.
Хобитата му са фотография, голф, плуване, ски, планинско колоездене, триатлон и фехтовка. Той е вицепрезидент на корейската федерация по триатлон и участва в Международното състезание по триатлон в Сеул през 2008 г. През април 2008 г. Сонг пренася олимпийския огън през Сеул.
Освен родния си корейски език владее английски и мандарин.

## Кариера
Сонг Ил Гук прави актьорския си дебют през 1998 г. Оттогава той участва в много филми и популярни телевизионни драми, включително Чумонг през 2006 г., Кралството на ветровете през 2008 г., Мъж, наречен бог от 2010 г. и Кимчи семейство от 2011 г.
Според Ройтерс най-популярните епизоди на Чумонг са привлекли над 90% от иранската публика (в сравнение с 40% в Южна Корея), издигайки Сонг Ил Гук до статут на суперзвезда в Иран.
Той обикновено поема физически предизвикателни роли, които изискват бой с мечове, бойни изкуства и езда. Освен това Ил Гук има талант на художник на скици. Неговите умения са уловени по време на снимките на Императора на морето и Кралството на ветровете.
През 2009 г. правителството на щата Хаваи определя 21 март за ден на Сонг Ил Гук по време на 3-дневното посещение на актьора там.
През април 2010 г. е поканен в Синята къща (официалната резиденция на корейския президент), за да вечеря с държавни глави, включително президента на Казахстан, защото сериалът Чумонг печели голяма популярност в Казахстан.
През октомври 2015 г. Сонг Ил Гук подписва изключителен договор с мениджърската агенция C-JeS Entertainment.
През 2016 г. поема главната роля в историческия сериал Чанг Йонг Шил, където се превъплъщава в ролята на учения и откривател от Чосон Чанг Йонг Шил.
Освен в телевизионни сериали и филми Сонг Ил Гук играе и на театралната сцена, има участия и в много мюзикъли, сред които и Мама мия.

## Личен живот
На 16 март 2008 г. Сонг Ил Гук се жени за съдията от Върховния съд на Пусан – Чонг Сънг Йон, на частна традиционна корейска сватба, далеч от светлината на медийните прожектори в хотел Шератон в Сеул.
На 16 март 2012 г. съпругата му ражда тризнаци в болница в Сеул. Тризнаците се казват Де Хан, Мин Гук и Ман Се, а имената им, изречени в тази последователност заедно, означават „Да живее Република Корея“.
Сонг Ил Гук и тримата му сина участват в телевизионното шоу „Завръщането на Супермен“, където бащи са оставени за няколко дни сами да се грижат за децата си, докато майките отиват на почивка.
Той се придържа към пескетарианската диета по здравословни и етични причини.

## Филмография

### Филми
| Година | Заглавие                  | Роля         |
| ------ | ------------------------- | ------------ |
| 2005   | Изкуството да съблазняваш | Со мин Джун  |
| 2005   | Червено око               | Чан Шик      |
| 2014   | Преплетени                | Кьон Ки Чънг |
| 2014   | Лети високо               | Чанг Бом     |
| 2014   | Световъртеж               | Санг Хо      |
| 2015   | Татуировка                | Хан Джи Сун  |

### Телевизионни сериали
| Година | Заглавие                          | Роля                                 |
| ------ | --------------------------------- | ------------------------------------ |
| 1999   | Наистина ли се обичахме?          |                                      |
| 1999   | Сбогом, моя любов                 |                                      |
| 1999   | В светлината                      |                                      |
| 2002   | Трудна любов                      | На Йонг Дже                          |
| 2002   | Кралска история - Чанг Хи Бин     | Ким Чун Тек                          |
| 2002   | Албумът на живота                 | Шин Хьонг Шик                        |
| 2003   | Мечта на хиляди години            | Те Санг                              |
| 2003   | Бодигард                          | Хан Сонг Су                          |
| 2003   | Пустинно цвете                    | Ки Хьон                              |
| 2004   | Хората от селото на водното цвете | Канг Сонг У                          |
| 2004   | Условия на нежност                | На Чанг Су                           |
| 2004   | Императорът на морето             | Йом Мун / Йом Чанг                   |
| 2006   | Чумонг                            | Чумонг, по-късно крал Донгмьонг      |
| 2007   | Лобист                            | Хари / Ким Джу Хо                    |
| 2008   | Кралството на ветровете           | принц Мухьол, по-късно крал Темушин  |
| 2010   | Мъж, наречен бог                  | Майкъл Кинг / Че Канг Та / Питър Пан |
| 2011   | Престъпен отряд                   | Пак Се Хьок                          |
| 2011   | Кимчи семейство                   | Ки Хо Те                             |
| 2016   | Чанг Йонг Шил                     | Чанг Йонг Шил                        |

## Награди и номинации
| Година | Церемония                                    | Категория                                          | Номинация               | Резултат  |
| ------ | -------------------------------------------- | -------------------------------------------------- | ----------------------- | --------- |
| 2002   | KBS Drama Awards                             | Най-добър нов актьор                               | Албум на живота         | Спечелил  |
| 2003   | KBS Drama Awards                             | Най-добър актьор                                   | Бодигард                | Номиниран |
| 2004   | KBS Drama Awards                             | Най-добър актьор                                   | Условия на нежност      | Номиниран |
| 2004   | KBS Drama Awards                             | Най-добра екранна двойка с Хан Га Ин               | Условия на нежност      | Спечелил  |
| 2005   | KBS Drama Awards                             | Най-добър актьор                                   | Императорът на морето   | Спечелил  |
| 2005   | KBS Drama Awards                             | Най-популярен актьор                               | Императорът на морето   | Спечелил  |
| 2005   | KBS Drama Awards                             | Най-добра екранна двойка със Су Е                  | Императорът на морето   | Спечелил  |
| 2006   | MBC Drama Awards                             | Голямата награда (Десанг)                          | Чумонг                  | Спечелил  |
| 2006   | MBC Drama Awards                             | Най-добър актьор                                   | Чумонг                  | Спечелил  |
| 2006   | Grimae Awards                                | Най-добър актьор                                   | Чумонг                  | Спечелил  |
| 2006   | 14th Korean Culture and Entertainment Awards | Най-добър актьор                                   | Чумонг                  | Спечелил  |
| 2007   | 19th Korea Producer's Awards                 | Най-добър актьор                                   | Чумонг                  | Спечелил  |
| 2007   | 43rd Baeksang Arts Awards                    | Най-добър актьор (ТВ)                              | Чумонг                  | Номиниран |
| 2007   | 41st Taxpayer's Day                          | Похвала от министър-председателя                   |                         | Спечелил  |
| 2007   | SBS Drama Awards                             | Най-добър актьор                                   | Лобист                  | Номиниран |
| 2008   | KBS Drama Awards                             | Най-добър актьор                                   | Кралството на ветровете | Спечелил  |
| 2008   | KBS Drama Awards                             | Най-добра екранна двойка с Че Чонг Уон             | Кралството на ветровете | Спечелил  |
| 2009   | 45th Baeksang Arts Awards                    | Най-добър актьор (ТВ)                              | Кралството на ветровете | Номиниран |
| 2009   | Asia Model Awards                            | Азиатска звезда                                    |                         | Спечелил  |
| 2011   | KBS Drama Awards                             | Най-добър актьор в минисериал                      | Престъпен отряд         | Номиниран |
| 2012   | Goodwill Cooperation Service (GCS)           | Награда за принос на знаменитост към световния мир |                         | Спечелил  |
| 2013   | 2nd Historical Drama Festival                | Звезда в историческа драма, която просвещава Корея |                         | Спечелил  |
| 2014   | KBS Entertainment Awards                     | Специална награда на продуцентите                  | Завръщането на Супермен | Спечелил  |
| 2015   | KBS Entertainment Awards                     | Най-добър участник в телевизионно шоу              | Завръщането на Супермен | Спечелил  |
| 2016   | KBS Drama Awards                             | Най-добър актьор                                   | Чанг Йонг Шил           | Номиниран |
| 2016   | KBS Drama Awards                             | Най-добър актьор в драма със средна дължина        | Чанг Йонг Шил           | Спечелил  |